# Водолазный костюм Леонардо да Винчи
Водолазный костюм Леонардо да Винчи (итал. Scafandro da palombaro di Leonardo da Vinci) — одно из изобретений великого итальянского изобретателя, художника и учёного эпохи Возрождения Леонардо да Винчи, предшественник современного скафандра.

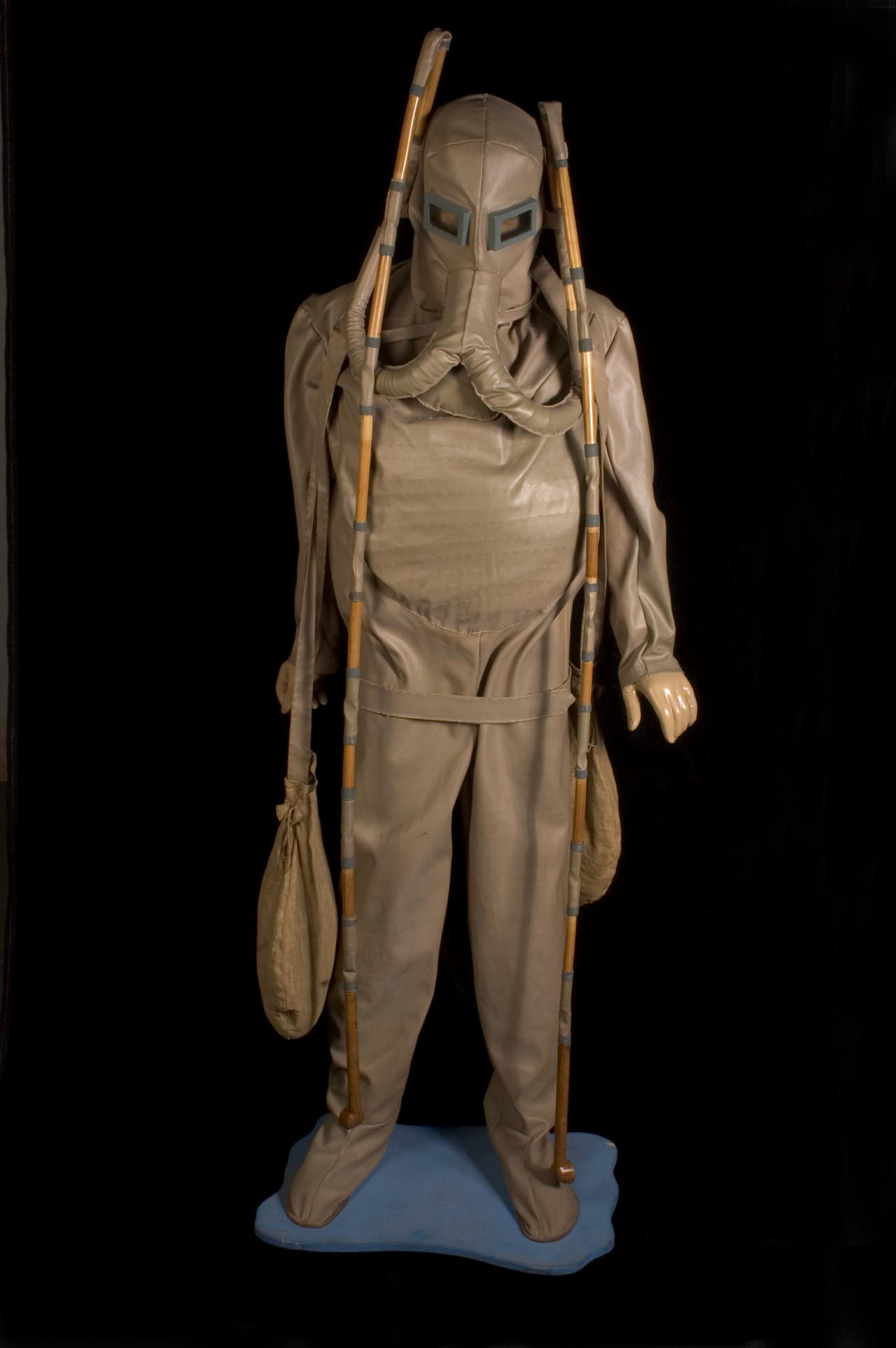
Скафандр Леонардо да Винчи, модель Луиджи Турсини. Хранится в Национальный музей науки и техники Леонардо да Винчи в Милане

## Описание
В Атлантический кодекс на листе 909, есть рисунок водолазного костюма, разработанного Леонардо для военных действий, таких как саботаж вражеских кораблей.
Леонардо разработал подводный автономный дыхательный аппарат, состоящий из тростниковых трубок, соединенных кожей, со стальными кольцами, чтобы предотвратить их раздавливание давлением воды. Трубки прикреплены к лицевой маске с двумя стеклянными отверстиями на уровне глаз для наблюдения. Снаряжение дополняется курткой, брюками, шкуркой для мочеиспускания, поплавком в виде колокола для удержания отверстий над водой.
Модель, построенная по указаниям рисунка Леонардо, была изготовлена Луиджи Турсини в 1951-53 годах и выставлена в Национальном музее науки и техники Леонардо да Винчи в Милане. О том что такой костюм был создан и испытан во времена Да Винчи — сведений нет..